# Nizas (Hérault)
Pour les articles homonymes, voir Nizas.
Nizas [ni.zas] (en occitan Nisàs [ni.'zas]) est une commune française située dans le centre du département de l'Hérault, en région Occitanie.
Exposée à un climat méditerranéen, elle est drainée par la Boyne, le ruisseau de Merderic. La commune possède un patrimoine naturel remarquable composé d'une zone naturelle d'intérêt écologique, faunistique et floristique.
Nizas est une commune rurale qui compte 661 habitants en 2022, après avoir connu une forte hausse de la population depuis 1975. Elle fait partie de l'aire d'attraction de Pézenas. Ses habitants sont appelés les Nizaçois et Nizaçoises.

## Géographie

### Communes limitrophes

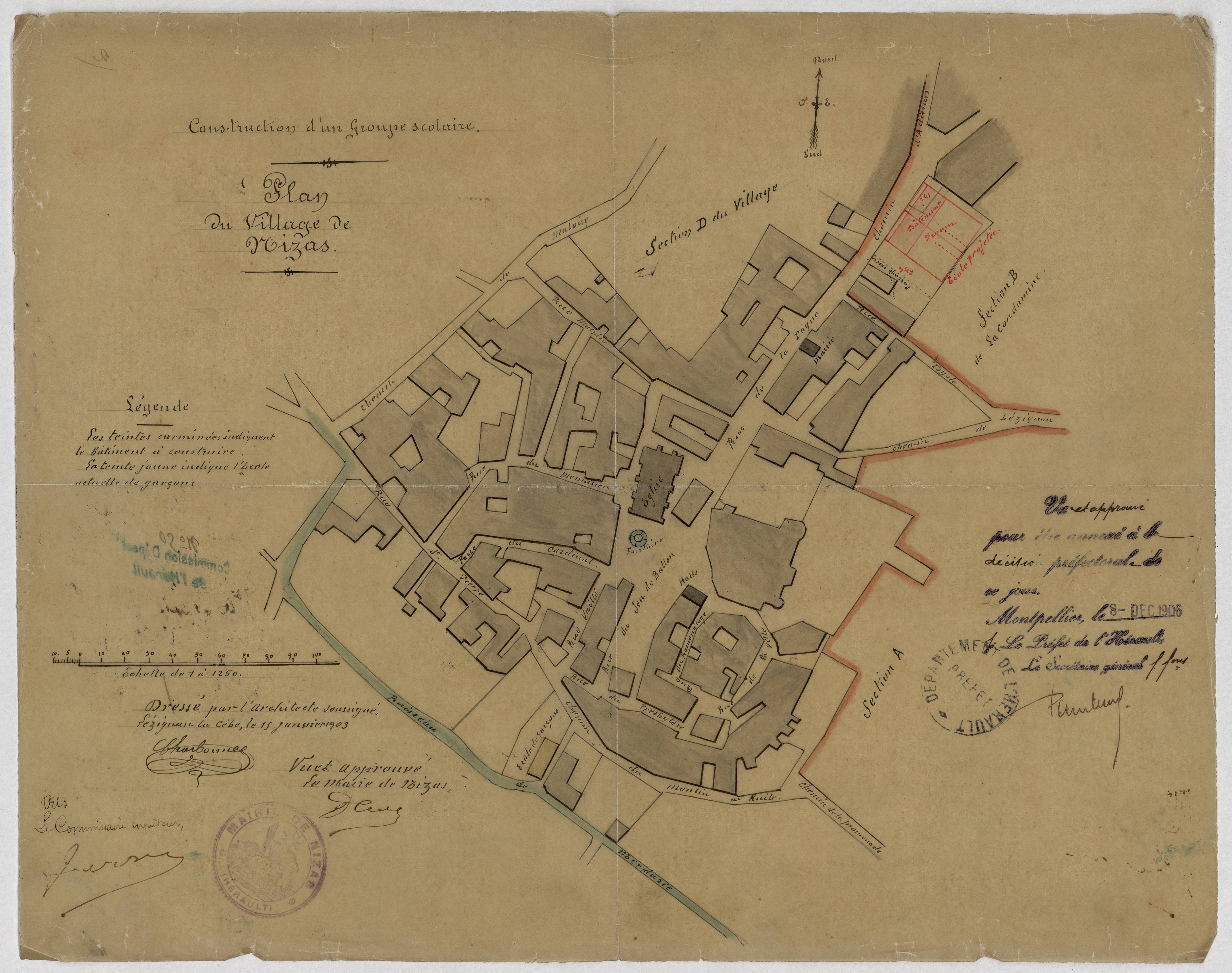
Nizas. - plan du village 1903

Les communes limitrophes sont  Adissan, Caux, Cazouls-d'Hérault, Fontès, Lézignan-la-Cèbe, Paulhan et Pézenas.
| Fontès | Adissan | Paulhan           |
|        | Nizas   | Cazouls-d'Hérault |
| Caux   | Pézenas | Lézignan-la-Cèbe  |

### Climat
Pour des articles plus généraux, voir Climat de l'Occitanie et Climat de l'Hérault.
En 2010, le climat de la commune est de type climat méditerranéen franc, selon une étude s'appuyant sur une série de données couvrant la période 1971-2000. En 2020, Météo-France publie une typologie des climats de la France métropolitaine dans laquelle la commune est exposée à un climat méditerranéen et est dans la région climatique  Provence, Languedoc-Roussillon, caractérisée par une pluviométrie faible en été, un très bon ensoleillement (2 600 h/an), un été chaud (21,5 °C), un air très sec en été, sec en toutes saisons, des vents forts (fréquence de 40 à 50 % de vents > 5 m/s) et peu de brouillards.
Pour la période 1971-2000, la température annuelle moyenne est de 14,6 °C, avec une amplitude thermique annuelle de 16,3 °C. Le cumul annuel moyen de précipitations est de 649 mm, avec 5,9 jours de précipitations en janvier et 2,6 jours en juillet. Pour la période 1991-2020, la température moyenne annuelle observée sur la station météorologique la plus proche, située sur la commune de Roujan à 8 km à vol d'oiseau, est de 14,7 °C et le cumul annuel moyen de précipitations est de 577,8 mm,. Pour l'avenir, les paramètres climatiques de la commune estimés pour 2050 selon différents scénarios d'émission de gaz à effet de serre sont consultables sur un site dédié publié par Météo-France en novembre 2022.

### Milieux naturels et biodiversité

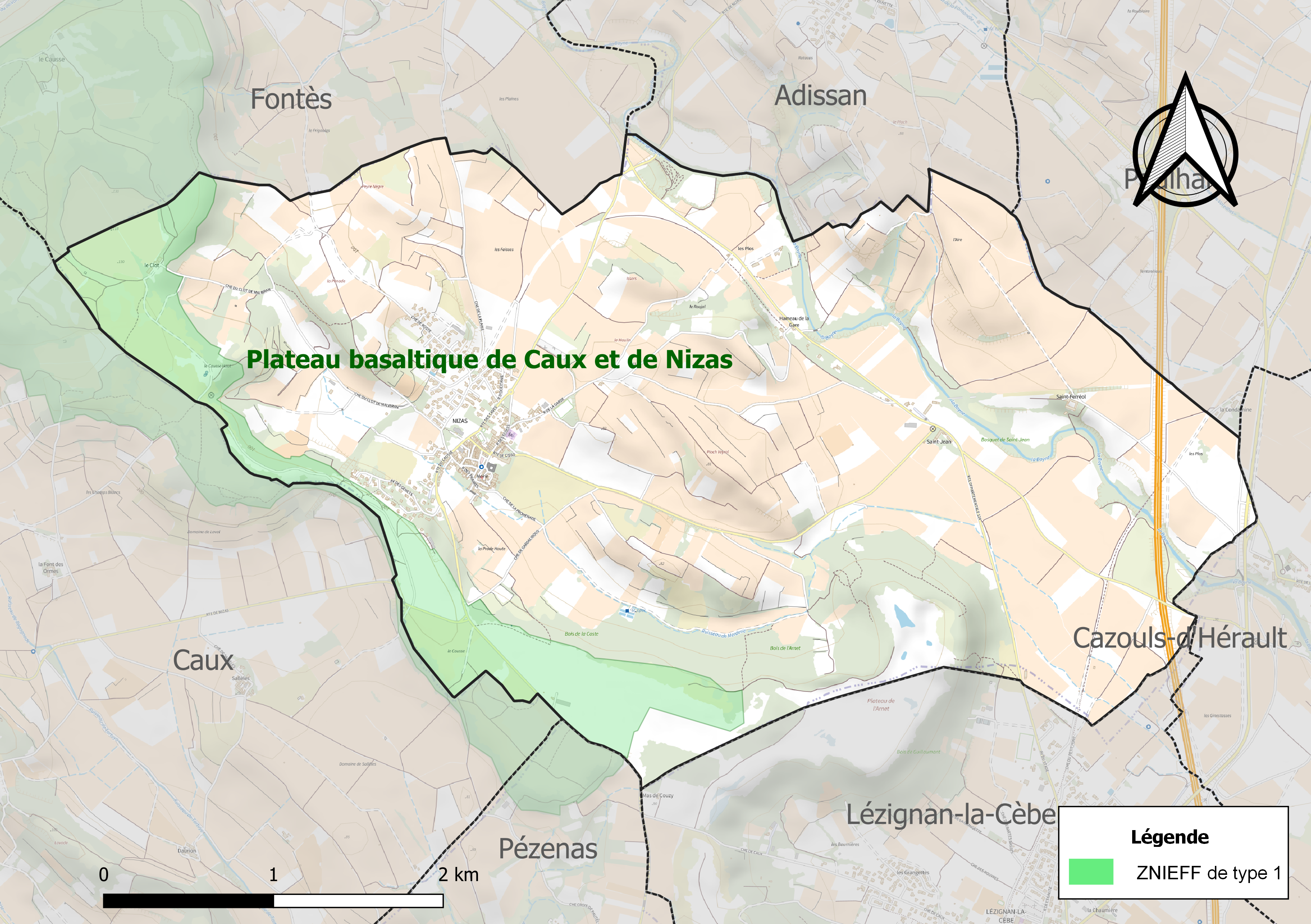
Carte de la ZNIEFF de type 1 localisée sur la commune.

L’inventaire des zones naturelles d'intérêt écologique, faunistique et floristique (ZNIEFF) a pour objectif de réaliser une couverture des zones les plus intéressantes sur le plan écologique, essentiellement dans la perspective d’améliorer la connaissance du patrimoine naturel national et de fournir aux différents décideurs un outil d’aide à la prise en compte de l’environnement dans l’aménagement du territoire.
Une ZNIEFF de type 1 est recensée sur la commune :
le « plateau basaltique de Caux et de Nizas » (345 ha), couvrant 4 communes du département.

## Urbanisme

### Typologie
Au 1er janvier 2024, Nizas est catégorisée bourg rural, selon la nouvelle grille communale de densité à sept niveaux définie par l'Insee en 2022.
Elle est située hors unité urbaine. Par ailleurs la commune fait partie de l'aire d'attraction de Pézenas, dont elle est une commune de la couronne,. Cette aire, qui regroupe 8 communes, est catégorisée dans les aires de moins de 50 000 habitants,.

### Occupation des sols
L'occupation des sols de la commune, telle qu'elle ressort de la base de données européenne d’occupation biophysique des sols Corine Land Cover (CLC), est marquée par l'importance des territoires agricoles (73,7 % en 2018), en diminution par rapport à 1990 (79,6 %). La répartition détaillée en 2018 est la suivante : 
cultures permanentes (73,5 %), milieux à végétation arbustive et/ou herbacée (9,9 %), forêts (8,6 %), zones urbanisées (4,3 %), espaces verts artificialisés, non agricoles (3,5 %), zones agricoles hétérogènes (0,2 %). L'évolution de l’occupation des sols de la commune et de ses infrastructures peut être observée sur les différentes représentations cartographiques du territoire : la carte de Cassini (XVIIIe siècle), la carte d'état-major (1820-1866) et les cartes ou photos aériennes de l'IGN pour la période actuelle (1950 à aujourd'hui).

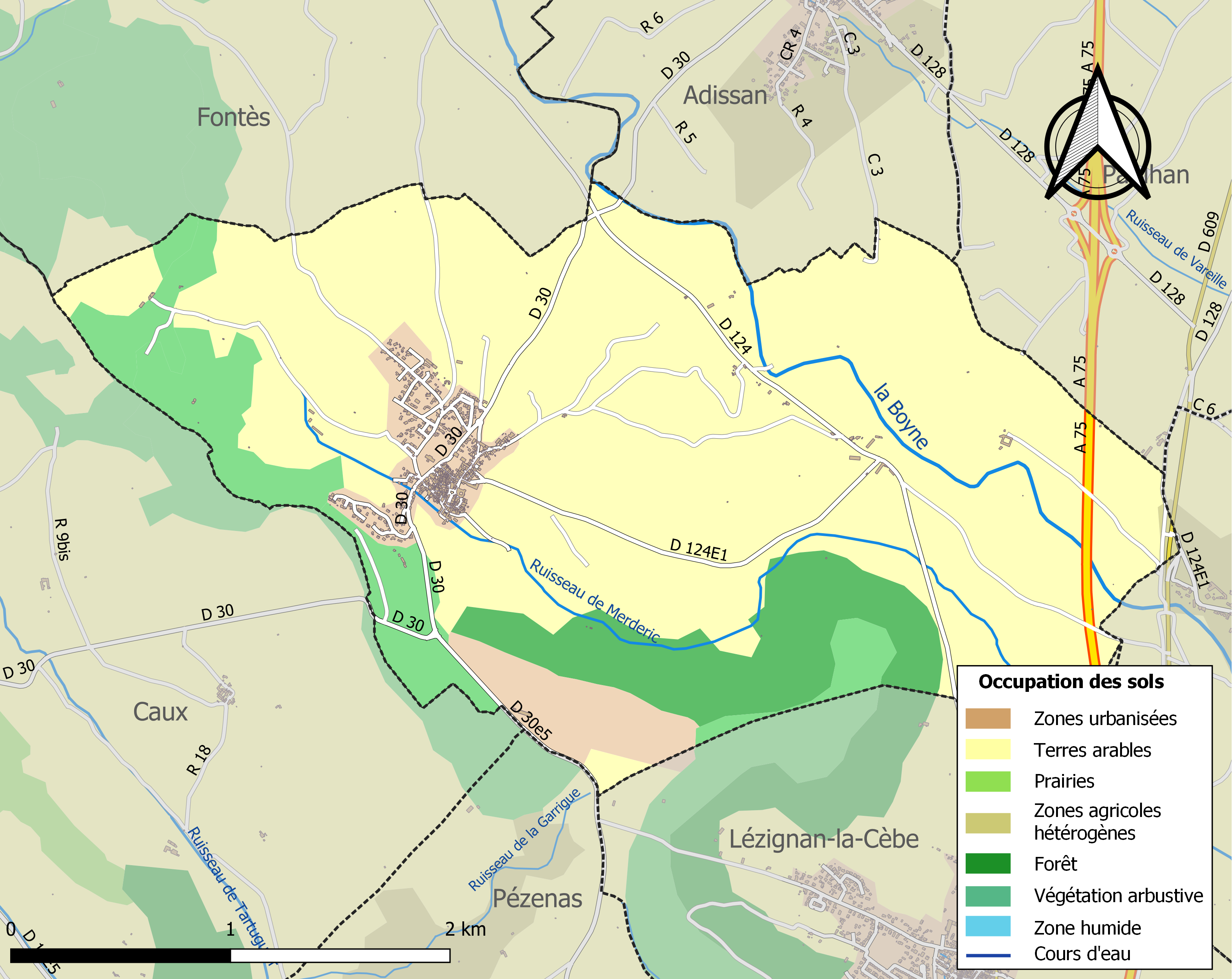
Carte des infrastructures et de l'occupation des sols de la commune en 2018 (CLC).

### Risques majeurs
Le territoire de la commune de Nizas est vulnérable à différents aléas naturels : météorologiques (tempête, orage, neige, grand froid, canicule ou sécheresse), inondations, feux de forêts et séisme (sismicité faible). Il est également exposé à un risque technologique, le transport de matières dangereuses. Un site publié par le BRGM permet d'évaluer simplement et rapidement les risques d'un bien localisé soit par son adresse soit par le numéro de sa parcelle.

#### Risques naturels
Certaines parties du territoire communal sont susceptibles d’être affectées par le risque d’inondation par débordement de cours d'eau, notamment la Boyne. La commune a été reconnue en état de catastrophe naturelle au titre des dommages causés par les inondations et coulées de boue survenues en 1982, 1986, 1989, 1996 et 2019,.
Nizas est exposée au risque de feu de forêt. Un plan départemental de protection des forêts contre les incendies (PDPFCI) a été approuvé en juin 2013 et court jusqu'en 2022, où il doit être renouvelé. Les mesures individuelles de prévention contre les incendies sont précisées par deux arrêtés préfectoraux et s’appliquent dans les zones exposées aux incendies de forêt et à moins de 200 mètres de celles-ci. L’arrêté du 25 avril 2002 réglemente l'emploi du feu en interdisant notamment d’apporter du feu, de fumer et de jeter des mégots de cigarette dans les espaces sensibles et sur les voies qui les traversent sous peine de sanctions. L'arrêté du 11 mars 2013 rend le débroussaillement obligatoire, incombant au propriétaire ou ayant droit,.

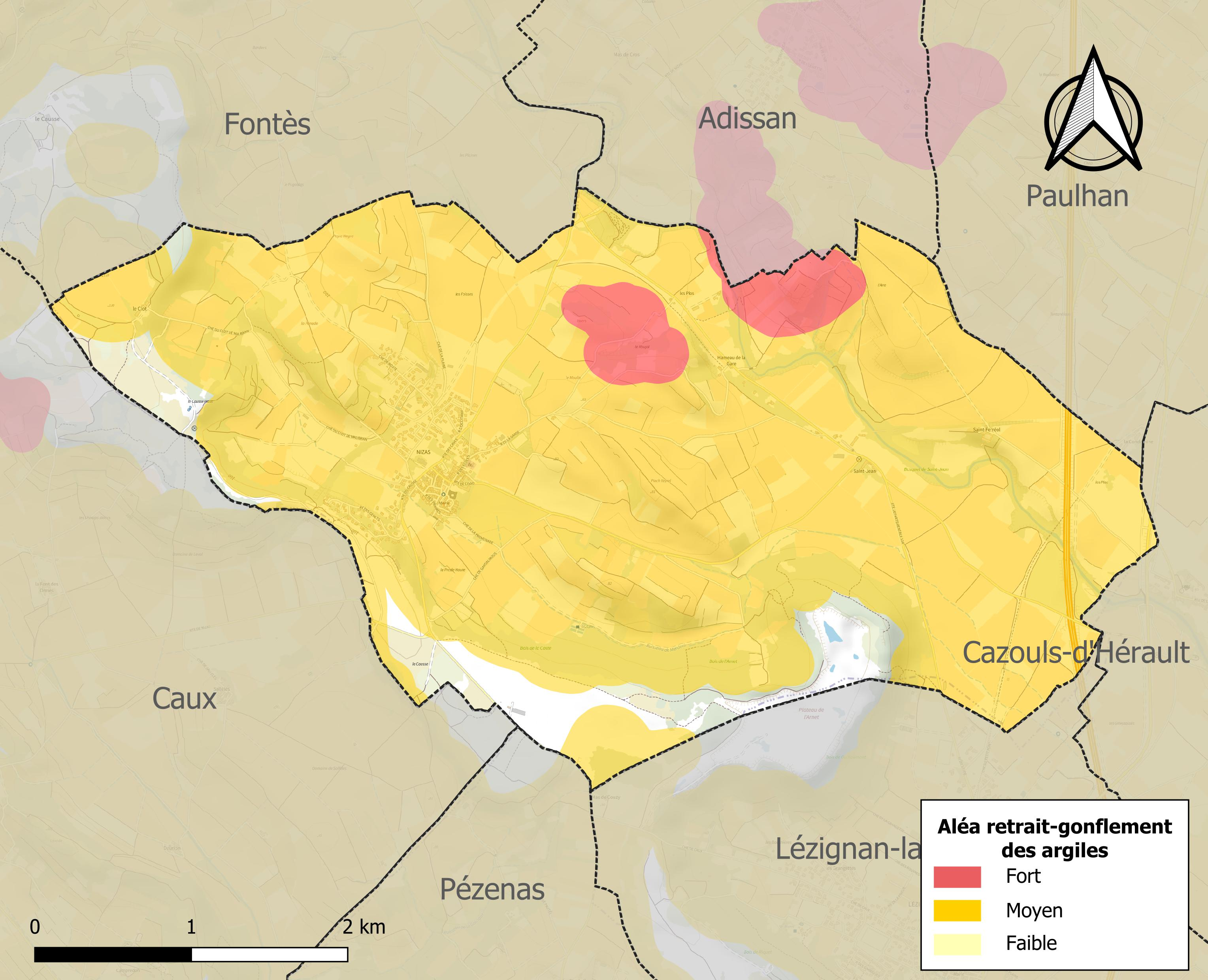
Carte des zones d'aléa retrait-gonflement des sols argileux de Nizas.

Le retrait-gonflement des sols argileux est susceptible d'engendrer des dommages importants aux bâtiments en cas d’alternance de périodes de sécheresse et de pluie. 92,4 % de la superficie communale est en aléa moyen ou fort (59,3 % au niveau départemental et 48,5 % au niveau national). Sur les 390 bâtiments dénombrés sur la commune en 2019, 390 sont en aléa moyen ou fort, soit 100 %, à comparer aux 85 % au niveau départemental et 54 % au niveau national. Une cartographie de l'exposition du territoire national au retrait gonflement des sols argileux est disponible sur le site du BRGM,.
Par ailleurs, afin de mieux appréhender le risque d’affaissement de terrain, l'inventaire national des cavités souterraines permet de localiser celles situées sur la commune.

#### Risques technologiques
Le risque de transport de matières dangereuses sur la commune est lié à sa traversée par des infrastructures routières ou ferroviaires importantes ou la présence d'une canalisation de transport d'hydrocarbures. Un accident se produisant sur de telles infrastructures est susceptible d’avoir des effets graves sur les biens, les personnes ou l'environnement, selon la nature du matériau transporté. Des dispositions d’urbanisme peuvent être préconisées en conséquence.

## Héraldique
| Blason de Nizas | Les armes de Nizas se blasonnent ainsi : d'azur à une tour donjonnée de trois tourelles d'argent maçonnées de sable.. |

## Politique et administration
| Période      | Période      | Identité         | Étiquette | Qualité  |
| ------------ | ------------ | ---------------- | --------- | -------- |
| mars 1947    | mars 1959    | Roger Vinches    |           |          |
| mars 1959    | mars 1995    | Guy Crébassol    | DVD       |          |
| mars 1995    | mars 2001    | Michel Soulairol |           |          |
| mars 2001    | janvier 2013 | Guy Millat       |           |          |
| février 2013 | En cours     | Daniel Renaud    | SE        | Retraité |

## Démographie
Au dernier recensement, la commune comptait 661 habitants.
| 1793 | 1800 | 1806 | 1821 | 1831 | 1836 | 1841 | 1846 | 1851 |
| ---- | ---- | ---- | ---- | ---- | ---- | ---- | ---- | ---- |
| 540  | 609  | 659  | 725  | 731  | 723  | 655  | 643  | 586  |

| 1856 | 1861 | 1866 | 1872 | 1876 | 1881 | 1886 | 1891 | 1896 |
| ---- | ---- | ---- | ---- | ---- | ---- | ---- | ---- | ---- |
| 612  | 557  | 582  | 585  | 635  | 477  | 505  | 555  | 641  |

| 1901 | 1906 | 1911 | 1921 | 1926 | 1931 | 1936 | 1946 | 1954 |
| ---- | ---- | ---- | ---- | ---- | ---- | ---- | ---- | ---- |
| 746  | 609  | 618  | 707  | 682  | 627  | 612  | 493  | 453  |

| 1962 | 1968 | 1975 | 1982 | 1990 | 1999 | 2004 | 2006 | 2009 |
| ---- | ---- | ---- | ---- | ---- | ---- | ---- | ---- | ---- |
| 506  | 504  | 391  | 398  | 459  | 525  | 548  | 542  | 579  |

| 2014 | 2019 | 2022 | - | - | - | - | - | - |
| ---- | ---- | ---- | - | - | - | - | - | - |
| 655  | 677  | 661  | - | - | - | - | - | - |

## Économie

### Revenus
En 2018, la commune compte 324 ménages fiscaux, regroupant 696 personnes. La médiane du revenu disponible par unité de consommation est de 19 870 € (20 330 € dans le département).

### Emploi
|                | 2008   | 2013   | 2018   |
| -------------- | ------ | ------ | ------ |
| Commune        | 11,2 % | 14,5 % | 12,9 % |
| Département    | 10,1 % | 11,9 % | 12 %   |
| France entière | 8,3 %  | 10 %   | 10 %   |

En 2018, la population âgée de 15 à 64 ans s'élève à 393 personnes, parmi lesquelles on compte 79,5 % d'actifs (66,6 % ayant un emploi et 12,9 % de chômeurs) et 20,5 % d'inactifs,. Depuis 2008, le taux de chômage communal (au sens du recensement) des 15-64 ans est supérieur à celui de la France et du département.
La commune fait partie de la couronne de l'aire d'attraction de Pézenas, du fait qu'au moins 15 % des actifs travaillent dans le pôle,. Elle compte 87 emplois en 2018, contre 101 en 2013 et 87 en 2008. Le nombre d'actifs ayant un emploi résidant dans la commune est de 266, soit un indicateur de concentration d'emploi de 32,6 % et un taux d'activité parmi les 15 ans ou plus de 55,9 %.
Sur ces 266 actifs de 15 ans ou plus ayant un emploi, 68 travaillent dans la commune, soit 25 % des habitants. Pour se rendre au travail, 89,2 % des habitants utilisent un véhicule personnel ou de fonction à quatre roues, 0,7 % les transports en commun, 6 % s'y rendent en deux-roues, à vélo ou à pied et 4,1 % n'ont pas besoin de transport (travail au domicile).

### Activités hors agriculture

#### Secteurs d'activités
55 établissements sont implantés  à Nizas au 31 décembre 2019. Le tableau ci-dessous en détaille le nombre par secteur d'activité et compare les ratios avec ceux du département,.
| Secteur d'activité                                                                                        | Commune | Commune | Département |
| Secteur d'activité                                                                                        | Nombre  | %       | %           |
| --- | ------- | ------- | ----------- |
| Ensemble                                                                                                  | 55      | 100 %   | (100 %)     |
| Industrie manufacturière, industries extractives et autres                                                | 7       | 12,7 %  | (6,7 %)     |
| Construction                                                                                              | 11      | 20 %    | (14,1 %)    |
| Commerce de gros et de détail, transports, hébergement et restauration                                    | 10      | 18,2 %  | (28 %)      |
| Information et communication                                                                              | 2       | 3,6 %   | (3,3 %)     |
| Activités financières et d'assurance                                                                      | 3       | 5,5 %   | (3,2 %)     |
| Activités immobilières                                                                                    | 1       | 1,8 %   | (5,3 %)     |
| Activités spécialisées, scientifiques et techniques et activités de services administratifs et de soutien | 9       | 16,4 %  | (17,1 %)    |
| Administration publique, enseignement, santé humaine et action sociale                                    | 7       | 12,7 %  | (14,2 %)    |
| Autres activités de services                                                                              | 5       | 9,1 %   | (8,1 %)     |

Le secteur de la construction est prépondérant sur la commune puisqu'il représente 20 % du nombre total d'établissements de la commune (11 sur les 55 entreprises implantées  à Nizas), contre 14,1 % au niveau départemental.

#### Entreprises et commerces
Les trois entreprises ayant leur siège social sur le territoire communal qui génèrent le plus de chiffre d'affaires en 2020 sont : 
- SARL Chateau Saint Ferreol, commerce de détail de boissons en magasin spécialisé (223 k€) ;
- Kdi Nizacois, commerce d'alimentation générale (187 k€) ;
- L'esquisse Sauvage, autres services personnels n.c.a. (132 k€).

### Agriculture
La commune est dans la « Plaine viticole », une petite région agricole occupant la bande côtière du département de l'Hérault. En 2020, l'orientation technico-économique de l'agriculture  sur la commune est la viticulture.
|               | 1988 | 2000 | 2010 | 2020 |
| ------------- | ---- | ---- | ---- | ---- |
| Exploitations | 58   | 33   | 34   | 26   |
| SAU (ha)      | 661  | 393  | 454  | 548  |

Le nombre d'exploitations agricoles en activité et ayant leur siège dans la commune est passé de 58 lors du recensement agricole de 1988  à 33 en 2000 puis à 34 en 2010 et enfin à 26 en 2020, soit une baisse de 55 % en 32 ans. Le même mouvement est observé à l'échelle du département qui a perdu pendant cette période 67 % de ses exploitations,. La surface agricole utilisée sur la commune a également diminué, passant de 661 ha en 1988 à 548 ha en 2020. Parallèlement la surface agricole utilisée moyenne par exploitation a augmenté, passant de 11 à 21 ha.

## Culture locale et patrimoine

### Lieux et monuments
- Église Sainte-Félicité-Sainte-Perpétue de Nizas. L'église est dédiée aux saints Félicité et Perpétue.
- Le monument aux morts, construit en l'honneur des soldats morts durant la Première Guerre mondiale, est reconnaissable à son obélisque et sa statue de poilu. Le monument aux morts en forme d'obélisque est un choix répandu dans l'Hérault selon Odon Abbal car il coûte peu d'argent. Abbal écrit en effet « La plupart des communes qui l’ont adopté comptent moins de mille habitants et leur budget s’élève en moyenne à dix mille francs environ »[25]. Les statues de poilus seuls sont également répandues selon Abbal car ils représentent, « dans l'imagerie populaire »[26] le travail pour la victoire. Le soldat représenté à Nizas a également un regard « énergique », des jambes « tendues » et « sa position est plus droite » que celle d'autres soldats sculptés[26]. Il a donc la particularité de représenter un soldat déterminé.

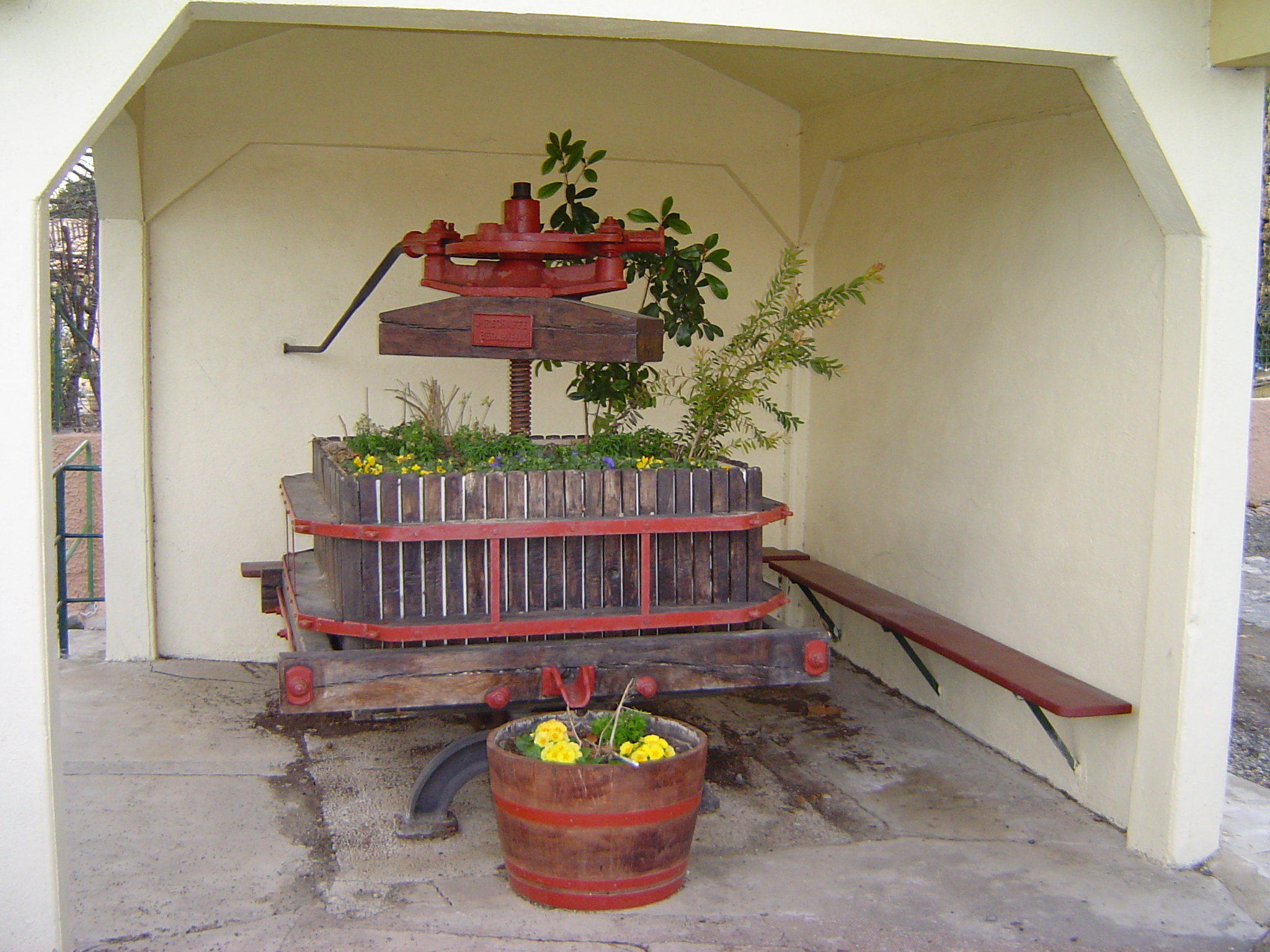
Ancienne presse à vin.
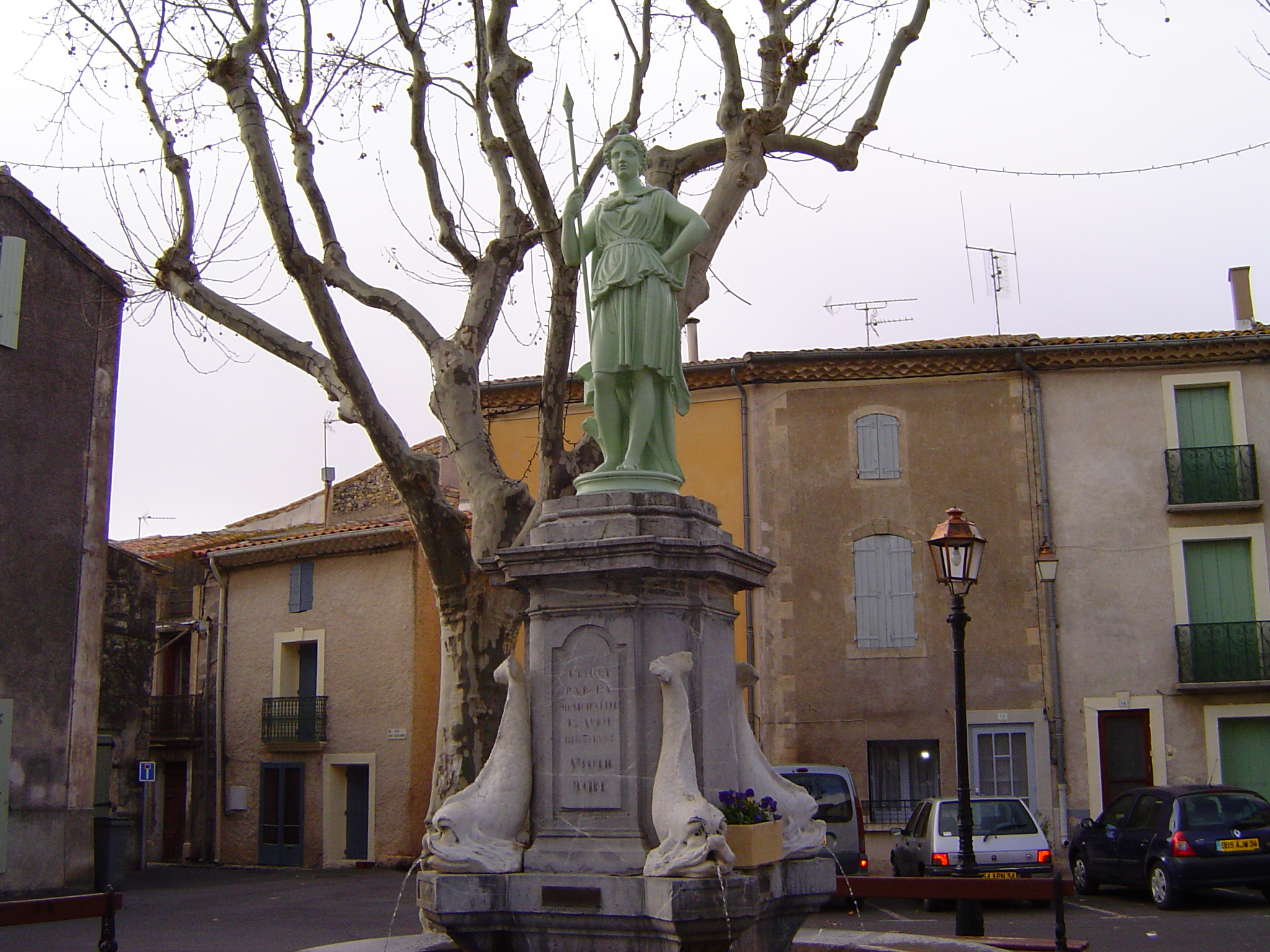
Place Griffe.
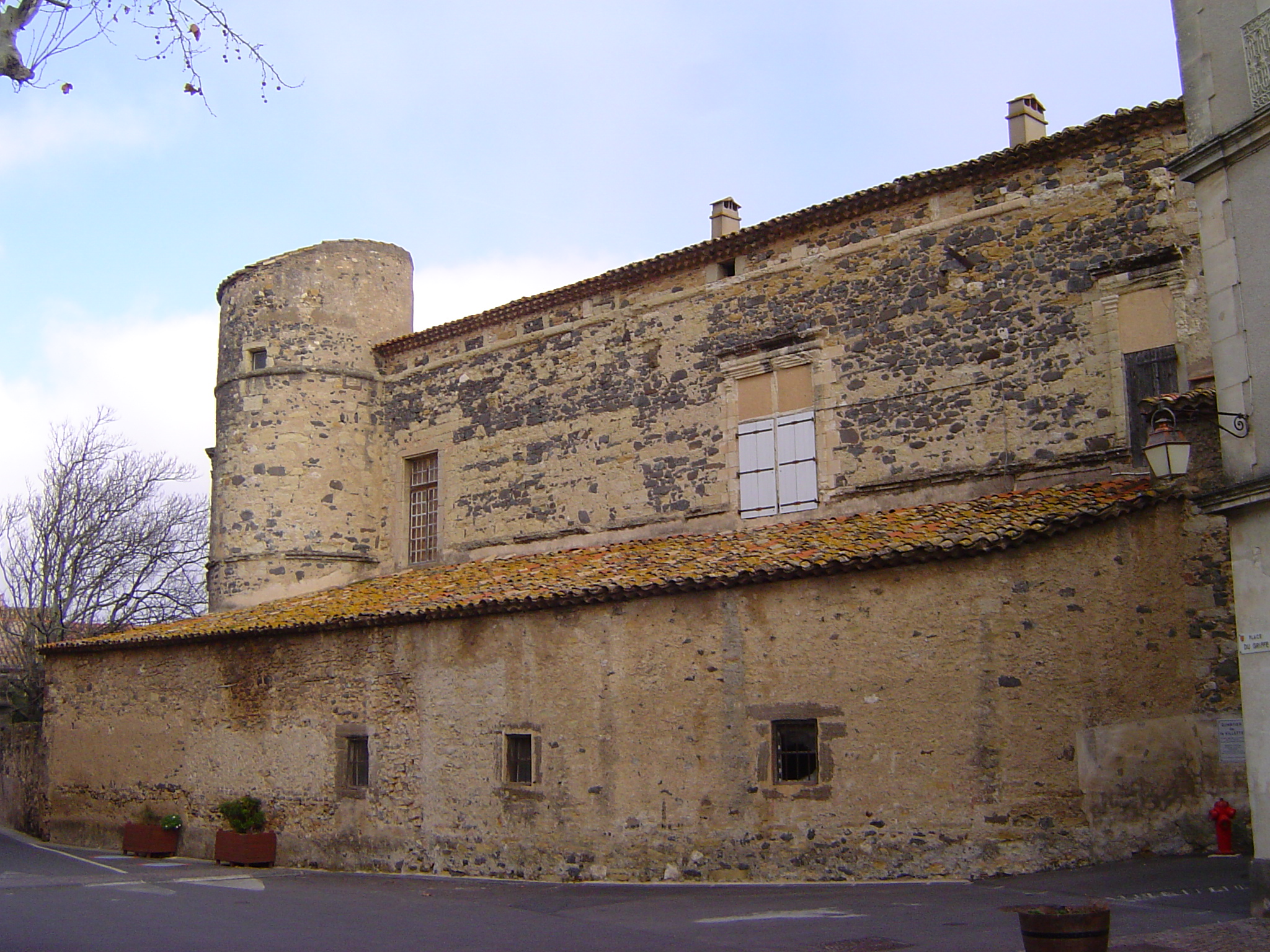
Château de la famille Carrion-Nizas, les seigneurs d'avant la Révolution. Il est fermé au public.
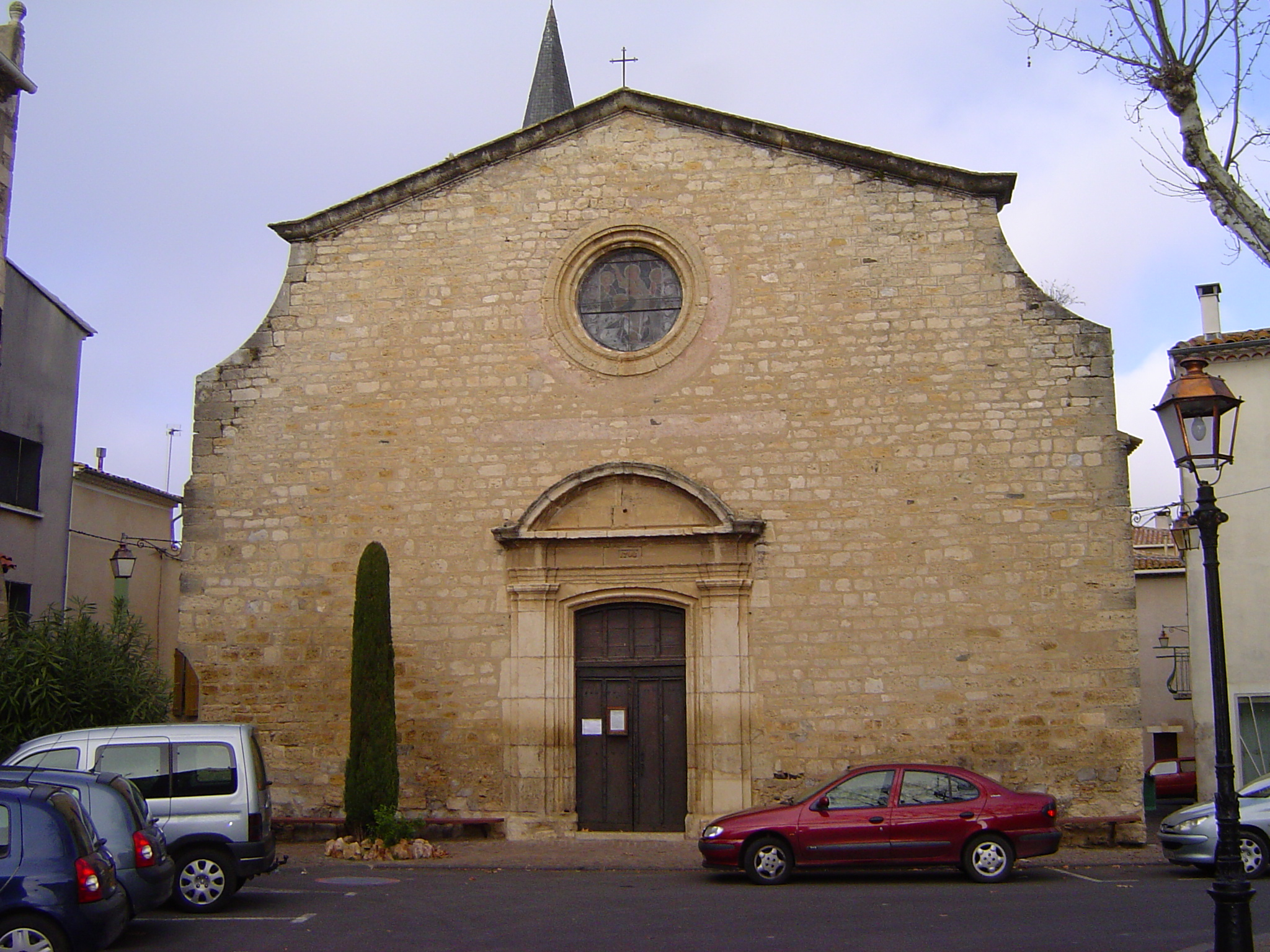
La façade de l'église, début de XVIIIe siècle.
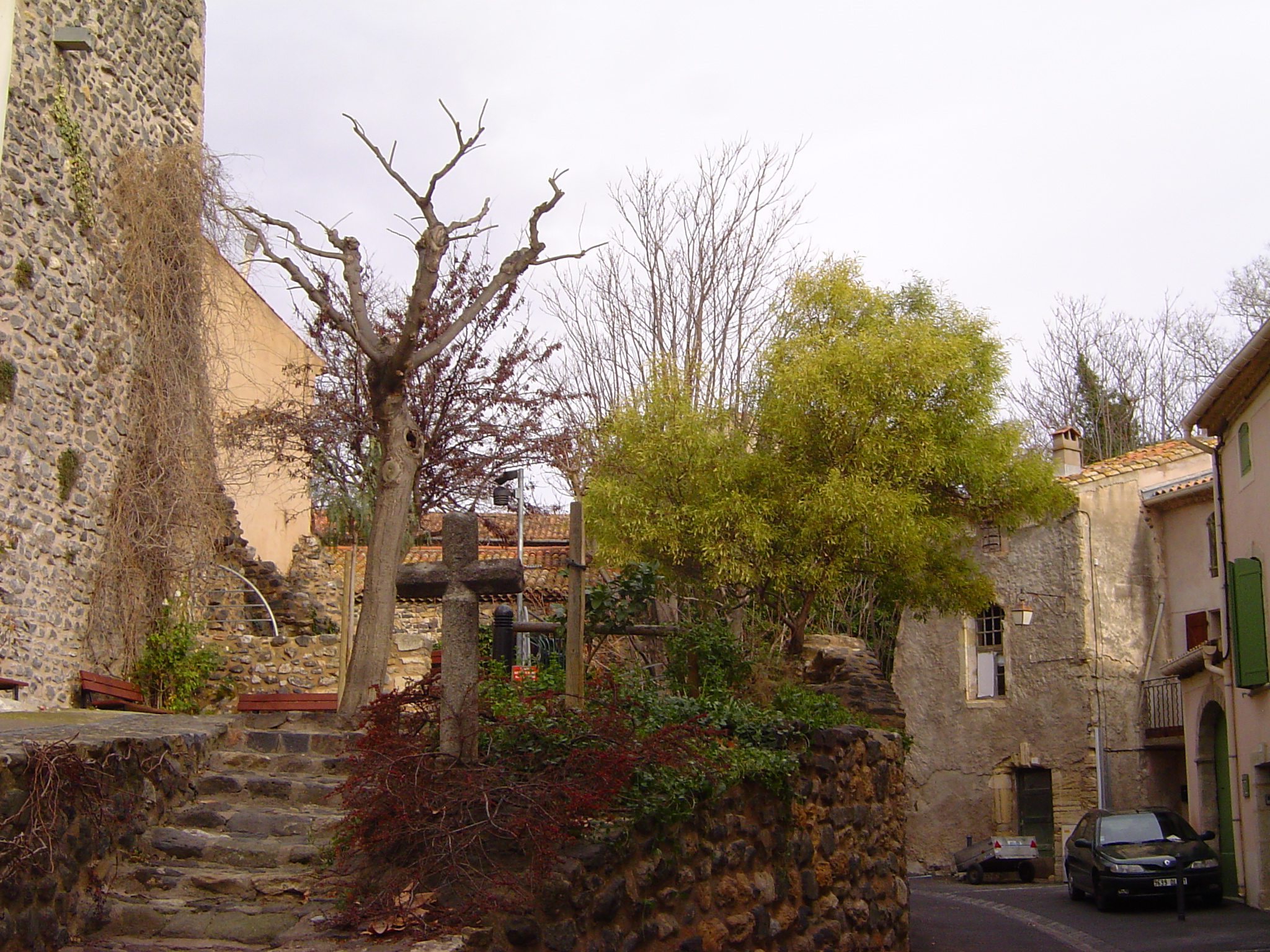
Le quartier ancien du village (la Villette).
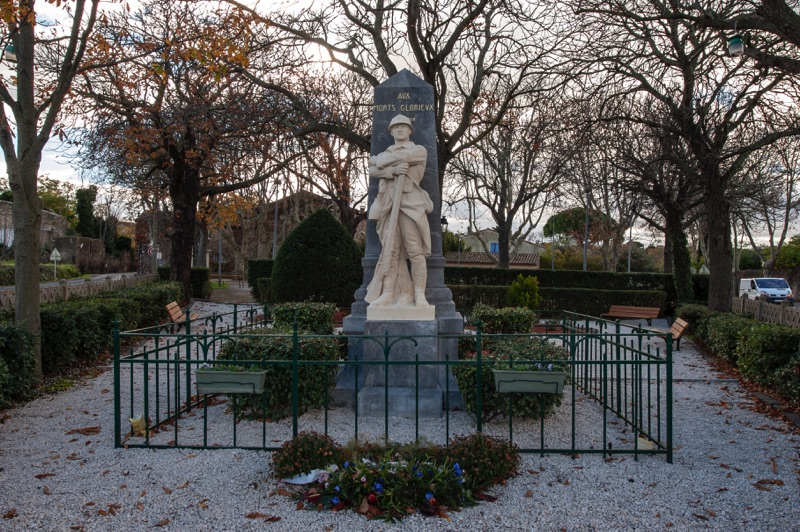
Monument aux morts de Nizas.

### Personnalités liées à la commune
- Paul Fabre (20/05/1935 - 12/01/2023), écrivain, professeur émérite de l'université Paul Valéry de Montpellier, est né à Nizas.
- Marie Henry François Élisabeth de Carrion de Nisas, né à Pézenas le 17 mars 1767 et mort à Montpellier le 5 juillet 1841, est un militaire, auteur dramatique et homme politique français des XVIIIe et XIXe siècles. Il est de la même famille que Henri de Carrion.
- André-François-Victoire-Henri, marquis de Carrion-Nizas, né à Lézignan-la-Cèbe (Hérault) le 24 janvier 1794 et mort le 23 novembre 1867, est un historien, homme politique et auteur dramatique français.
- Paul Préboist, acteur connu pour ses nombreux seconds rôles au cinéma, notamment aux côtés de Louis de Funès, a fait plusieurs séjours à Nizas. Une partie de ses cendres repose dans le cimetière de la commune.